# Акантофеникс
Акантофеникс (лат. Acanthophoenix, от др.-греч. ἄκανθος — «шип» и лат. Phoenix — «финиковая пальма») — род древесных растений семейства Пальмы, или Арековые (Arecaceae). Иногда род рассматривают как монотипный, с единственным видом Акантофеникс красный (Acanthophoenix rubra); по данным The Plant List, род состоит из трёх видов.
Все три вида находятся на грани вымирания; в природе встречаются только на Маскаренских островах (Реюньон и Маврикий).

## Биологическое описание
Древесные растения с одиночным стволом, утолщённым у основания и покрытым кольцевыми следами отмерших листьев.
Листья сложные, перистые, расположены в виде короны в верхней части ствола, несут на своих основаниях чёрные острые шипы. Листочки узкие, свисающие, с нижней стороны беловатые.
Цветки однополые, мелкие, собраны в крупные прямостоячие метёлковидные соцветия. Растения однодомные.
Плоды шарообразные, чёрного цвета.

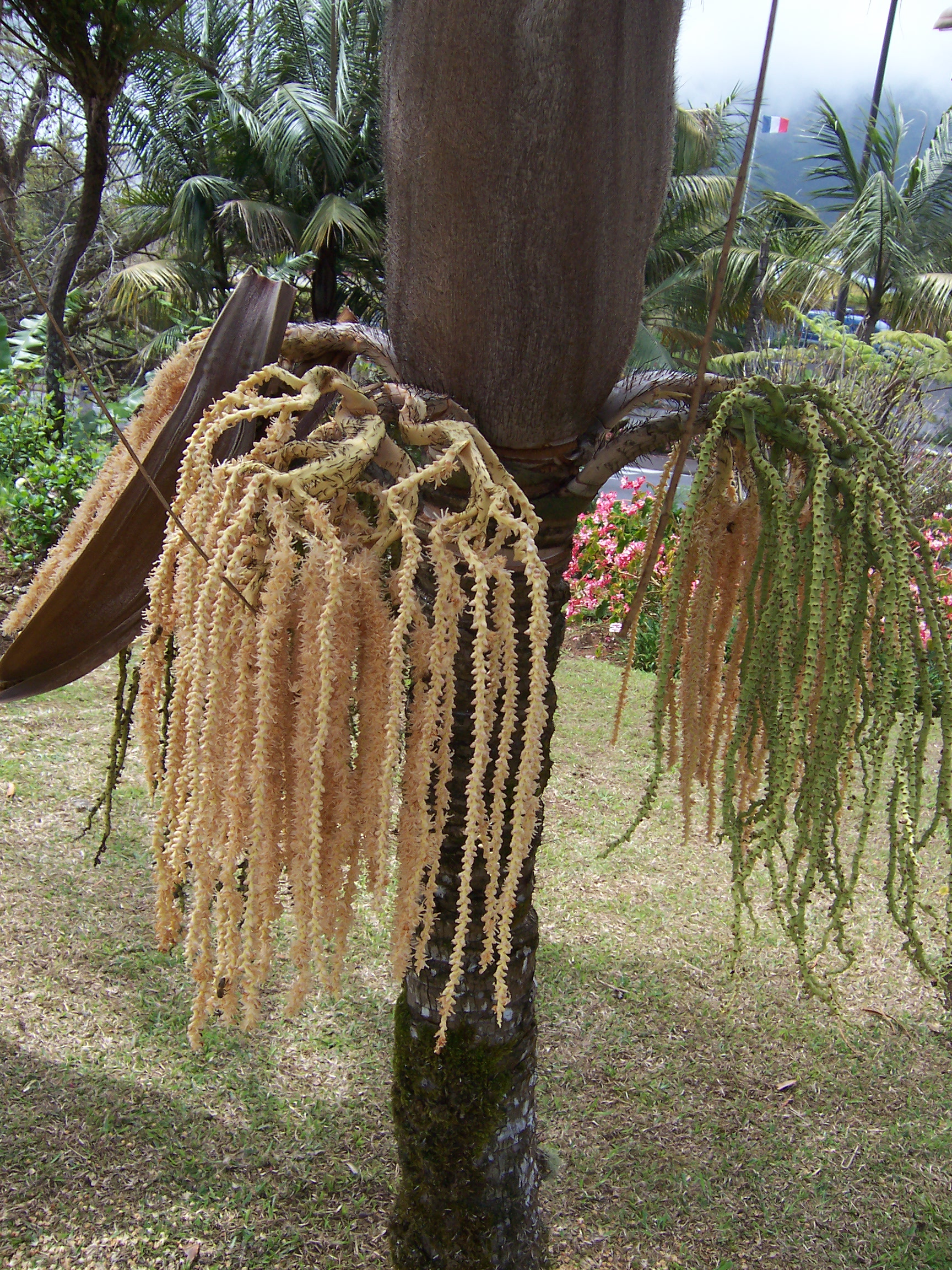
Acanthophoenix rubra с мужскими и женскими соцветиями

## Культивирование
Растения культивируются в регионах с тропическим и субтропическим климатом, а также в оранжереях. Предпочитают плодородную песчаную почву и яркое солнце. Размножение — семенами весной.

## Виды
По информации базы данных The Plant List (2013), род включает три вида:
- Acanthophoenix crinita (Bory) H.Wendl.
- Acanthophoenix rousselii N.Ludw.
- Acanthophoenix rubra (Bory) H.Wendl. typus[3] — Акантофеникс красный

Название Acanthophoenix grandis L.Linden имеет в The Plant List (2013) статус unresolved name, то есть относительно него нельзя однозначно сказать, следует ли его использовать как название самостоятельных видов — либо следует свести его в синонимику другого таксона.